# JYP Naiset
Die JYP Naiset (früher auch Jyväskylän Hockey Cats) waren eine Fraueneishockeymannschaft von JYP aus der finnischen Stadt Jyväskylä, die über viele Jahre in der höchsten Spielklasse Finnlands, der heutigen Auroraliiga aktiv war und dreimal die finnische Meisterschaft gewann. 2022 wurde die Frauenmannschaft von JYP aufgelöst.

## Geschichte
Die erste Frauenmannschaft von JYP wurde bereits 1989 gegründet und nahm den Spielbetrieb in der zweitklassigen Naisten I-divisioona auf. 1995 gelang der Aufstieg in die höchste Spielklasse, die damalige Naisten SM-sarja. 1997 und 1998 gewannen die JYP Naiset jeweils die finnische Meisterschaft.
1996 wurde aus dem Hauptverein JYP Jyväskylä heraus eine weitere Frauenmannschaft gegründet, die von einer eigenen Spielbetriebsgesellschaft, der Hockey Cats Ry, betrieben wurde. Die Hockey Cats betrieben mehrere Mannschaften für Juniorinnen sowie eine Frauenmannschaft, die in der II-divisioona und I-divisioona spielte. Die A- und C-Juniorinnen der Hockey Cats gewannen in der Vergangenheit mehrfach den finnischen Meistertitel.
In der Saison 1999/2000 nahmen die Hockey Cats an der Relegation zur SM-sarja teil, so dass beide Frauenmannschaften aus Jyväskylä kurzzeitig in der gleichen Spielklasse vertreten waren. Anschließend fusionierten die beiden Teams miteindader, wurden aber weiter durch die Hockey Cats Ry betrieben. Ab 2009 waren die Frauenmannschaften organisatorisch wieder dem Hauptverein unterstellt und wurden (wieder) als JYP Naiset bezeichnet.
2016 gewann JYP die Meisterschaft der Naisten SM-sarja und damit den dritten Meistertitel der Vereinsgeschichte nach 1997 und 1998. Anschließend verließ ein Großteil der Mannschaft den Verein, so dass sich der Verein gezwungen sah, die erste Frauen-Mannschaft aufzulösen und weiter mit der zweiten Mannschaft (JYP-Team) am Spielbetrieb der Naisten Mestis teilzunehmen. 2020 schaffte das Team den Wiederaufstieg in die Naisten-Liiga, stieg jedoch ein Jahr später erneut ab. Nach einem weiteren Jahr in der Mestis wurde der Spielbetrieb der Frauenmannschaft aufgrund von Mangel an Spielerinnen und aus finanziellen Gründen eingestellt.